# Claude Bendier
Claude Bendier (mort en 1677), est un érudit français, docteur de la Sorbonne, qui fut chanoine de la collégiale de Saint-Quentin, dans l'Aisne, et connu en tant que bibliophile.

## Biographie
Né à Saint-Quentin (année inconnue), Claude Bendier garde un lien très fort à sa ville natale, à laquelle il a légué sa bibliothèque de 3 000 volumes à la condition qu'elle soit ouverte au public deux fois par semaine. Son ouvrage sur la Vie de Saint-Quentin a été lu dans beaucoup d'écoles élémentaires pendant les règnes des Bourbon restaurés et les années antérieures de Louis-Philippe Ier.

## Œuvres
- La Défense des principales prérogatives de la ville et de l'église royale de S.-Quentin en Vermandois, par laquelle il est clairement justifié que cette ville est l'ancienne Auguste de Vermandois, et son église le siège primitif des évêques de ce diocèse, Saint-Quentin, Le Queux, 1671
- La Vie du très illustre martyr, Saint-Quentin, apôtre et patron du Vermandois, 1673
  - --do.--Quatrième édition. Saint-Quentin, Vve C. Le Queux, 1696 (later editions appeared in 1828, 1840 and 1842)
- 1684: L'hérésie de Calvin détruite par sept preuves invincibles. Saint-Quentin, Vve C. Le Queux
  - --do.-- Saint-Quentin ; et se vend à Paris, L. de Heuqueville, 1685